# Pokémon Unite
Pokémon Unite est un jeu vidéo d'arène de bataille en ligne multijoueur développé par TiMi Studios et édité par Tencent en partenariat avec The Pokémon Company. Il est le premier jeu de combat stratégique en équipe Pokémon,. Il est sorti en juillet 2021 sur Nintendo Switch et en septembre 2021 sur Android et iOS.

## Système de jeu
Pokémon Unite est un jeu d'arène de combat en ligne multijoueur, avec des matchs standard composés de deux équipes de cinq joueurs. Chaque match est limité dans le temps et l'équipe avec le score total le plus élevé à la fin de chaque match gagne. Une équipe peut également gagner si l'équipe adverse se rend. La carte du jeu, l'Île Aeos, est divisée en deux moitiés, avec plusieurs bases ou "goals" chacune. Les joueurs marquent des points pour leur équipes en mettant KO un personnage non joueur, les « pokémons sauvages » (on doit les  "capturer" dans le jeu) et en se déplaçant vers l'une des bases pour aller marquer les points obtenus. Cependant, si le joueur est touché par une attaque pendant qu'il marque, il sera interrompu et devra réessayer (sauf s'il porte l'objet tenu "protect-score" qui le protègera pendent quelques secondes). Les joueurs peuvent détenir entre 30 et 50 points max chacun selon leur niveau dans la partie. Chaque zone de but peut contenir un certain nombre de ces points, et une fois la limite atteinte, elle sera détruite. Lorsque les joueurs essaient d'aller du côté de l'équipe adverse sur la carte, lorsqu'une zone de but est active, il existe une zone appelée « zone change-vitesse », qui ralentit la vitesse de déplacement des joueurs qui y pénètrent s'ils sont du côté adverse ou leur donner un boost s'ils sont de leur côté. Détruire un objectif supprime une section respective de la « zone change-vitesse ». À certains moments de chaque match, des Pokémon sauvages plus forts apparaîtront. Vaincre l'un d'entre eux fournira à l'équipe qui l'a vaincu un effet unique basé sur le Pokémon vaincu.
Chaque joueur commence un match en contrôlant des Pokémon relativement faibles, des Pokémon de base qui aurons des attaques médiocres mais évolueront et récupéreront de meilleurs attaques par la suite. Le Pokémon peut devenir plus fort et accéder à de nouvelles compétences de combat en capturant des Pokémon sauvages, en frappant des Pokémon sauvages capturés par son coéquipier, en assommant un Pokémon joueur ennemi ou en capturant Torgamord par son équipe. Le système de « type » commun dans les jeux Pokémon précédents, un système similaire à Pierre, feuilles, ciseaux, qui détermine l'efficacité de chaque Pokémon contre les autres, est malheureusement absent de Pokémon Unite. Cependant, le jeu inclut un nouveau mécanisme à la série connu sous le nom de « capacité Unité », qui sont des compétences de combat uniques à chaque Pokémon.
Les joueurs de Pokémon Unite peuvent jouer contre tous les autres joueurs, qu'ils jouent sur Nintendo Switch ou sur mobile ; ils peuvent donc jouer tout autant contre des joueurs possédant la même plateforme qu'une plateforme différente. L'abonnement Nintendo Switch Online n’est pas nécessaire pour accéder au jeu. En se connectant à un compte (en) Nintendo ou un compte Pokémon Trainer Club, il est possible d’accéder à sa progression du jeu sur Nintendo Switch et/ou sur mobile.

## Développement
Le jeu est annoncé en juin 2020. Une première bêta fermée était disponible en janvier 2021 en Chine. Une deuxième bêta était disponible en mars 2021 au Canada. En juin 2021, une date de sortie a été annoncée en juillet 2021 pour la Nintendo Switch et septembre 2021 pour Android et iOS. Le même mois (du 24 au 26 juin) une troisième bêta a été publiée au Japon et uniquement disponible sur la Nintendo Switch.
En avril 2021, plus de vingt Pokémon jouables sont officiellement révélés ou trouvés dans les versions de test bêta du jeu. En octobre 2021, 6 nouveaux Pokémon sont ajoutés,. Un mois plus tard, Archéduc est ajouté comme 27e Pokémon jouable et Exagide est ajouté au jeu le 11 février 2022.
Depuis 2023, plus de 60 Pokémon sont jouables

## Accueil

### Avant la sortie
La révélation de Pokémon Unite a reçu des opinions mitigées par la presse, les médias discutant du potentiel du jeu pour ouvrir une nouvelle scène de jeu compétitif à un nouveau public. 
La révélation de Pokémon Unite a été controversée auprès du public également, les vidéos YouTube de son annonce ont reçu des milliers de « je n'aime pas », l'une d'elles étant rapidement devenue la plus détestée sur la chaîne YouTube de The Pokémon Company. Le mécontentement a été attribué à l'implication de Tencent dans le projet, au modèle free-to-play, au battage médiatique et aux attentes fixées par les précédents Pokémon Presents, qui ont annoncé le jeu comme un « grand projet ».
Beaucoup de fans critiquant même le jeu de "plagiat" de League of Legends.

### Après la sortie
Pokémon Unite a reçu des critiques « mitigées ou moyennes », selon l'agrégateur de critiques Metacritic. IGN a attribué au jeu une note de 6/10, critiquant certaines microtransactions comme permettant un gameplay payant. En réponse aux discussions sur le jeu sur les réseaux sociaux parmi les fans, The Pokémon Company, via le compte Twitter officiel de Pokémon Unite, a promu une enquête pour recueillir les commentaires des fans afin d'améliorer le jeu.
Cependant, les fans sont devenus de plus en plus nombreux : au 16 septembre 2021, le jeu a été téléchargé plus de neuf millions de fois sur Switch, avec plus de 7,5 millions de pré-inscriptions mobiles avant la sortie mobile du 22 septembre 2021. Le 1er octobre 2021, la société de recherche Sensor Tower a rapporté que Pokemon Unite avait été téléchargé 30 millions de fois pour les appareils mobiles, tandis que The Pokémon Company a confirmé que le jeu avait été téléchargé plus de 25 millions de fois sur toutes les plateformes au 4 octobre 2021. Le 15 décembre 2022, le jeu annonce plus de 100 millions de téléchargements dans le monde.